# 1083
| 1083               |
| ------------------ |
| Dødsfald - Fødsler |
|                    |

| Gregoriansk kalender | 1083 MLXXXIII           |
| Ab urbe condita      | 1836                    |
| Armensk kalender     | 532 ԹՎ ՇԼԲ              |
| Kinesiske kalender   | 3779 – 3780 壬戌 – 癸亥 |
| Etiopisk kalender    | 1075 – 1076             |
| Jødisk kalender      | 4843 – 4844             |
| Hindukalendere       |                         |
| - Vikram Samvat      | 1138 – 1139             |
| - Shaka Samvat       | 1005 – 1006             |
| - Kali Yuga          | 4184 – 4185             |
| Iransk kalender      | 461 – 462               |
| Islamisk kalender    | 475 – 476               |

Konge i Danmark: Knud den Hellige 1080-1086
Se også 1083 (tal)